# Ramon Pichot i Gironès

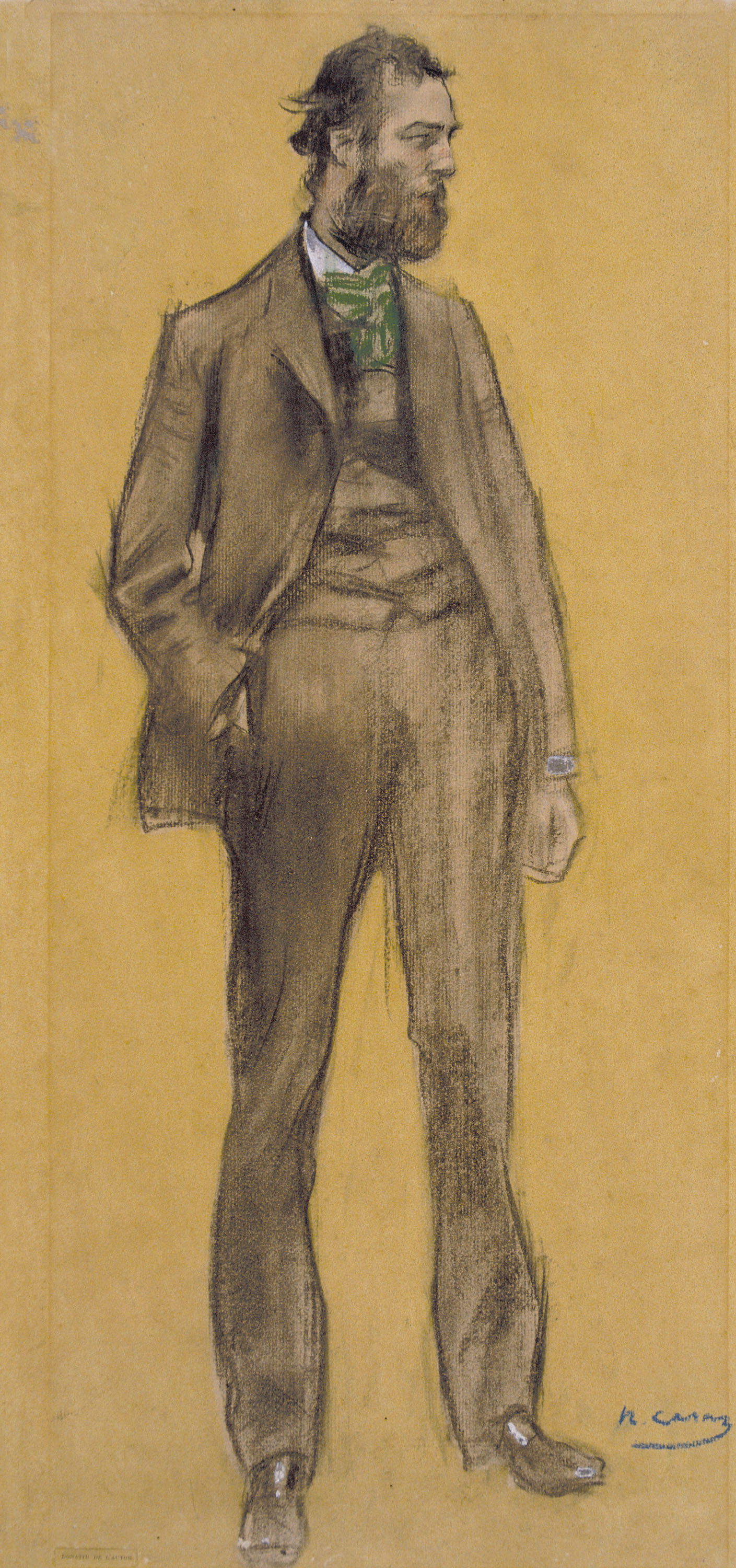
Ramon Pichot, porträtiert von Ramon Casas i Carbó, MNAC

Ramon Pichot i Gironès, Aussprache [rəˈmom piˈtʃɔt], (* 1871 in Barcelona, Katalonien; † 1. März 1925 in Paris) war ein katalanisch-spanischer Künstler, der anfangs im impressionistischen Stil malte und sich später dem Modernisme anschloss.

## Leben und Werk
Pichot war Mitglied der katalanischen Künstlergruppe Colla del Safrà (Safrangruppe), die 1893 von Isidre Nonell gegründet wurde und bis 1896 bestand.

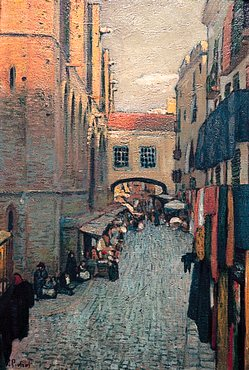
Carrer de Santa Maria, ohne Datum

Pichots erste Ausstellung fand 1894 in Barcelona statt, wenig später stellte er dort zusammen mit Ramon Casas i Carbó im Sala Parés aus. 1899 hatte er eine erfolgreiche Ausstellung im Künstlerlokal Els Quatre Gats und eine weitere in Madrid, die Zeichnungen von Personen zeigte, die er auf einer Reise getroffen hatte. Pichot hatte zahlreiche Ausstellungen in Paris, auf denen er spanische Themen zeigte, die zu der Zeit sehr populär in Frankreich waren. Zusammen mit seinem Freund Pablo Picasso, der sich wie er im Jahr 1900 in Paris aufhielt, stellte er 1902 in der Pariser Galerie von Berthe Weill aus; es folgten Ausstellungen beispielsweise im Salon des Indépendants und im Salon d’Automne.

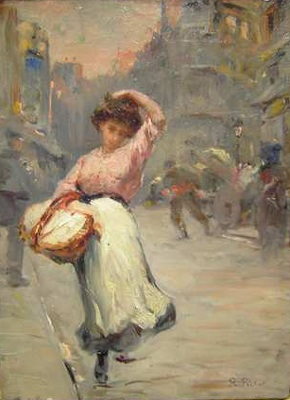
Ohne Titel, um 1900

Pichot heiratete am 25. Februar 1908 Germaine Gargallo, ein bekanntes Kunstmodell, das 1901 den Suizid von Carlos Casagemas ausgelöst hatte. Er wohnte mit ihr in einem als Maison Rose („rosa Haus“) bekannten Haus auf dem Montmartre, in dem er sein Atelier hatte und in dessen Erdgeschoss Germaine ein kleines Bistro betrieb. Es lag in der Nähe des Pariser Bateau-Lavoir, in dem Picasso sein Atelier hatte. Im Bateau-Lavoir war er 1908 Teilnehmer des „Banketts für Rousseau“. Pichot verließ Paris nach dem Ersten Weltkrieg und zog zurück nach Spanien, doch besuchte er häufig die Stadt, um Bücher zu kaufen, da er bibliophil geworden war. Auf einer solchen Reise starb er 1925 in Paris.
Pichot i Gironès war bekannt als früher Mentor des jungen Salvador Dalí. Dalí lernte Pichot als Zehnjähriger in Cadaqués, Spanien, kennen. In Cadaqués hatte die Familie Pichot ein Sommerhaus. Werke von Pichot sind im Museu Nacional d’Art de Catalunya, im Museu de Cadaqués und im Cau Ferrat von Sitges ausgestellt.

## Pichot inLes Trois Danseuses
Picasso war erschüttert über Pichots Tod und fügte in das Gemälde Les Trois Danseuses (Die drei Tänzerinnen), an dem er gerade arbeitete, dessen symbolisches Bildnis als große schwarze Figur rechts sowie links das von Germaine als Tänzerin ein. Casagemas soll die mittlere Figur verkörpern, die die Haltung eines Gekreuzigten einnimmt. Picasso meinte später, das Werk hätte eigentlich den Titel Der Tod von Pichot tragen müssen.

## Illustrationen
- Santiago Rusiñol: Fulls de la Vida, illustriert von Ramon Pichot i Gironès, 1898